# Poltronova
Poltronova è un'azienda italiana che opera nel settore del design e dell'arredamento con sede a Firenze. Fondata nel 1957 ad Agliana, tra i suoi prodotti più noti, alcuni esposti anche al Moma di New York, figurano la poltrona Joe, il divano modulare Superonda Poltronova,  lo specchio Ultrafragola, la poltrona a dondolo Sgarsul.

## Storia
L'azienda Poltronova, fondata ad Agliana nel 1957 da Sergio Cammilli (affiancato da un socio, Bonacchi, definito da Ettore Sottsass jr. "un tipo strano perché aveva fatto i soldi importando vestiti vecchi e dismessi dall’America, perché lì vicino c’è la città di Prato… e nei
vestiti vecchi, nelle pellicce vecchie trovava dollari, anelli...). Nel 1958 Cammilli incontrò Sottsass, che in quel periodo stava lavorando come ceramista per Bitossi, e diventarono grandi amici. Iniziarono una collaborazione professionale che fu decisiva per la creazione della visione del marchio. Sottsass ricoprirà il ruolo di direttore artistico dell'azienda fino al 1973.
I prodotti, oggi presenti in collezioni private e musei, sono opera di designer quali Lella e Massimo Vignelli, De Pas, D’Urbino, Lomazzi, Giovanni Michelucci, Angelo Mangiarotti, Gae Aulenti, Max Ernst, Mario Ceroli.

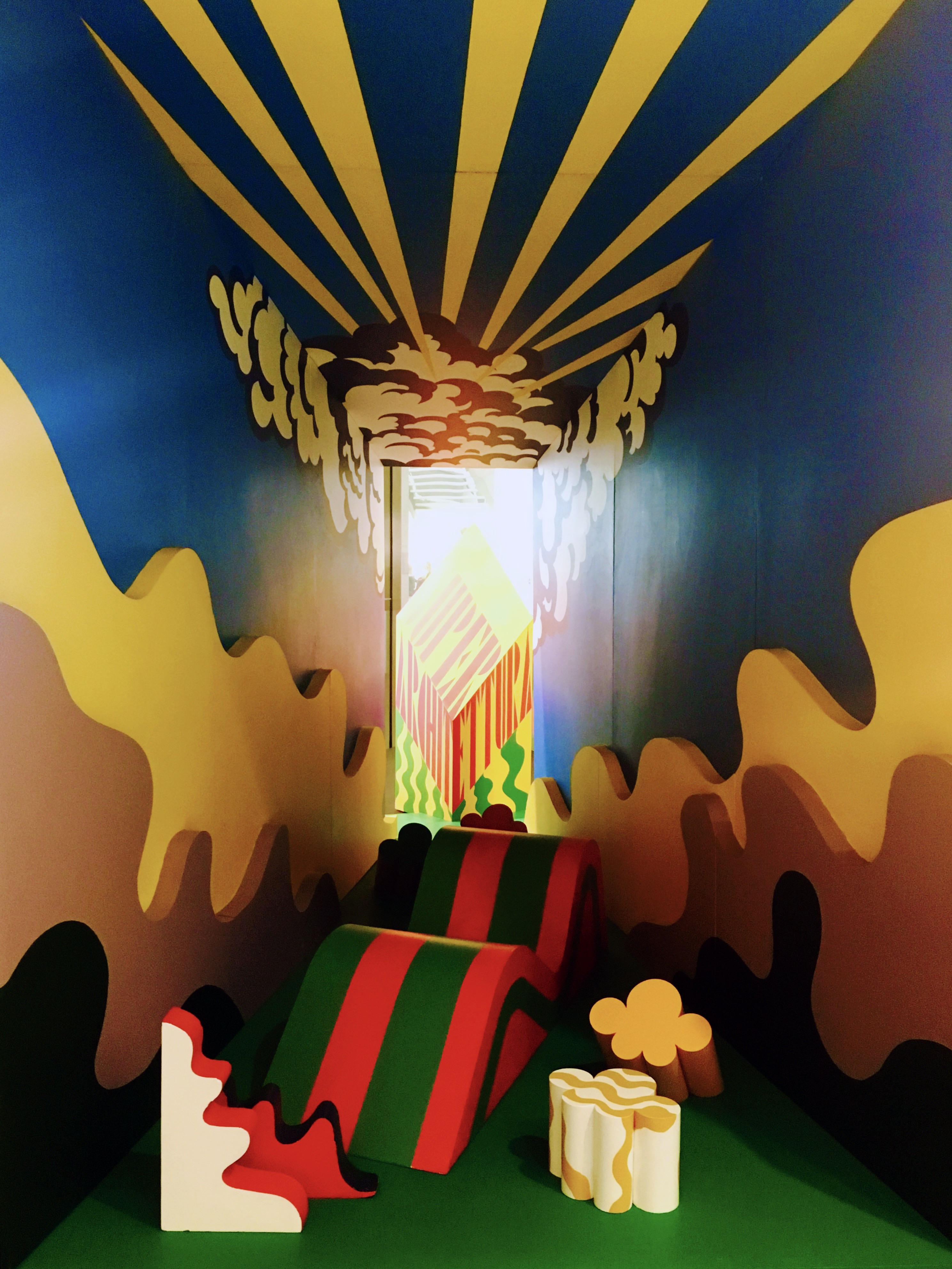
La Superarchitettura, ideata da Archizoom e Superstudio nel 1966, ricostruita in occasione della mostra "Superstudio 50", 21 aprile/04 settembre 2016, MAXXI, Roma.

Con la mostra manifesto "Superarchitettura", nel 1966 nasce la collaborazione con i nuovi gruppi radicali fiorentini, attivisti negli anni della contestazione nella Facoltà di Architettura di Firenze. La mostra, tenutasi dal 4 al 17 dicembre alla Galleria Jolly 2 di Pistoia, organizzata da Adolfo Natalini con la collaborazione di Superstudio e Archizoom, fu determinante per lo sviluppo del design radicale italiano. Nelle due stanze sotterranee o, come ricorda Gilberto Corretti, “una specie di scantinato umido […] proprietà di Fernando Nerozzi che trattava pesce: ma tanto avevamo a disposizione”, venne messa in scena “l’architettura del super-consumo, della super-induzione al super-consumo, del super-market, del super-man, della benzina super”, sotto forma di oggetti fatti apposta per l’occasione. “C’era un ingresso variopinto, e poi questi prototipi colorati, in legno e cartone. La cosa che era più esplicita, e che la gente afferrava subito capendo che stava succedendo qualcosa di nuovo, di diverso, era la musica dei Rolling Stones, che noi usammo come colonna sonora della mostra”. La mostra ispirò Cammilli e Sottsass a cambiare la direzione di Poltronova, e fu così che cominciarono a lavorare con giovani designer, aprendo in questo modo la strada al postmodernismo in Italia. In mostra, oltre a Supersonik, Per Aspera, La mucca, esposti al ritmo della musica di Beatles, Rolling Stones e Jimi Hendrix, si ricordano Passiflora di Superstudio, che divenne una lampada da tavolo, e Superonda di Archizoom, il divano ondulato che venne poi messo in produzione usando in poliuretano espanso per l’anima e lo sky lucido per il rivestimento.
Archizoom Associati  e Superstudio diventano i fautori di un serie di prodotti nati dalla sperimentazione di nuovi linguaggi, nuovi materiali, metodi e tecnologie. Gli oggetti sono stati scelti per far parte della selezione presente alla mostra del 1972 sul design italiano al MoMA di New York.
Nel 1967 nasce Design Center, marchio di Poltronova fondato e diretto da Sergio Cammilli che, dal 1969 al 1979, in una galleria nel cuore di Milano ha esposto e venduto oggetti di illuminazione e la serie Yantra, oggetti di ceramica disegnati da Sottsass.
Superati gli anni ’70, Poltronova collabora con designer postmodernisti come Hans Hollein, Franco Raggi e Paolo Portoghesi negli anni ’80, e Ron Arad, Nigel Coates e Prospero Rasulo tra gli anni ’90 e Duemila.
Nel 2005 Roberta Meloni, diventata azionista di maggioranza nel 2001 e responsabile della gestione, fonda il Centro Studi Poltronova per il design il cui archivio nel 2013 viene riconosciuto “di interesse storico particolarmente importante” dalla Soprintendenza Archivistica e Bibliografica della Toscana.
Gli oggetti Sgarsul (Gae Aulenti, 1962), Superonda (Archizoom Associati, 1967), Mies (Archizoom Associati, 1969), Joe (Jonathan De Pas, Donato D’Urbino, Paolo Lomazzi, 1970) e Ultrafragola (Ettore Sottsass jr., 1970) sono presenti all’interno della Collezione Permanente del Design Italiano della Triennale di Milano e, dal 2019, sono in mostra nel Museo del Design Italiano.